# Zanthoxylum capense
Zanthoxylum capense és una espècie de planta de la família de les rutàcies. És originària de Sud-àfrica, amb més presència a les zones de l'Est de la ciutat del Cap, de Johannesburg, Maputo i Pretòria. Pertany al grups dels cítrics i, per tant, tant les seves fulles com fruits desprenen l'olor característica allimonada.

## Descripció
Zanthoxylum capense és un arbre sovint petit i esvelt, amb moltes branques de ramificació baixa, i que pot arribar a uns 4-7m d'alçada o fins i tot 10 metres. El tronc dels exemplars joves presenten espines fortes i agudes, que creixen més tard en protuberàncies piramidals perilloses. Les espines poden ser també presents en les fulles i tiges. Les fulles són pinnades, és a dir, dividides en folíols, que poden ser ovalats o amb formes més aviat el·líptiques i presenten un pecíol d'un 10 mm de llarg. Les flors són petites, de color blanc verdós, poc aparents (inconspícues) i floreixen cap al gener. El fruit és petit, d'un color marró vermellós, d'uns 5mm de diàmetre i produït en raïms. Quan s'obren deixen anar unes llavors negres brillants.

## Distribució i hàbitat
Zanthoxylum capense apareix en molta diversitat d'hàbitats: en boscs sec i matollars, de vegades en llocs rocallosos elevats i a la zona anomenada mist belt (cinturó de boira). L'hàbitat natural abasta des de la zona meridional del Cap fins a l'àrea Zulú, seguint una àmplia zona costanera, i després cap al nord.

### Etimologia
- Zanthoxylum: el nom del gènere deriva de les paraules gregues "zanthos" i "xylum" que significa groc i fusta, en referència a un pigment que es pot extreure de les arrels d'algunes de les seves espècies.
- capense: epítet específic en referència al lloc d'origen, el Cap.

### Sinonímia
- Fagara capensis Thunb. F. magalismontana Engl.[2]
- Fagara magaliesmontana Engl. Zanthoxylum thunbergii var. obtusifolia Harv.theplantlist.org